# Chanovice
Chanovice település Csehországban, a Klatovyi járásban. Chanovice Velký Bor, Hradiště, Oselce, Slatina, Svéradice és Kvášňovice településekkel határos. Lakosainak száma 794 fő (2024. január 1.).

## Népesség
A település lakosságának változását az alábbi diagram mutatja:
| Lakosok száma | 1760 | 1547 | 1420 | 1056 | 817  | 713  | 726  | 707  | 769  | 794  |
|               | 1869 | 1890 | 1921 | 1950 | 1980 | 2001 | 2017 | 2019 | 2022 | 2024 |